# Chris Robshaw
Christopher Denis C. Robshaw, detto Chris (Redhill, 4 giugno 1986), è un ex rugbista internazionale per l'Inghilterra attivo nel ruolo di terza linea ala.

## Biografia
Il più giovane di tre fratelli, Robshaw perse prematuramente il padre all'età di cinque anni a causa di un attacco cardiaco e venne cresciuto dalla madre. Formatosi nell'accademia giovanile degli Harlequins, nel 2005 entrò a far parte della prima squadra e nel settembre 2007 fece il suo debutto in Premiership affrontando il London Irish. Tre anni dopo venne nominato capitano degli Harlequins e guidò la squadra alla conquista della Challenge Cup 2010-11 e della Premiership 2011-12 (1º titolo nella storia degli Harlequins).
Chris Robshaw esordì a livello internazionale il 13 giugno 2009 contro l'Argentina a Salta.
Fu con il nuovo corso del CT Stuart Lancaster che iniziò a giocare stabilmente da titolare diventando, durante il Sei Nazioni 2012 e con una sola presenza in attivo, il nuovo capitano dell'Inghilterra.
Guidò la nazionale inglese durante la deludente edizione casalinga della Coppa del Mondo di rugby 2015, conclusa con l'eliminazione nella fase a gironi; in seguito il CT Lancaster venne rimpiazzato e Robshaw perse i gradi di capitano.

## Palmarès
- Challenge Cup: 1
Harlequins: 2010-11
- Premiership: 1
Harlequins: 2011-12
- Coppe Anglo-Gallesi: 1
Harlequins: 2012-13